# Региональные выборы в Эмилии-Романье (2010)
Региональные выборы  состоялись в Эмилии-Романье 28 и 29 марта 2019 года. Победителем в третий раз подряд стал левоцентрист Васко Эррани, кандидат от Демократической партии, основным оппонентом которого была правоцентристка Анна Мария Бернини (поддержана партиями Народ свободы, Лига Севера и «Правая — Автономия для Эмилии-Романьи»).

## Избирательная система
Региональные выборы в Эмилии-Романье проводились по «закону Татарелла» (принят в 1995 году), который устанавливал смешанную избирательную систему: ⅘ регионального совета избирались по округам (соответствующим провинциям) по пропорциональной системе с использованием метода наибольшего остатка с квотой Друпа по открытым спискам. Остаток голосов и незаполненные места объединялись в «единый региональный округ», внутри которого пропорции и наибольшие остатки делились по методу Хэра между партийными списками в этих провинциях. ⅕ мест в региональном совете распределялась по мажоритарной системе по общему региональному списку, лидер которого становился президентом региона, а остальные кандидаты входили в состав регионального совета. 
Для списков в провинциях был установлен процентный барьер в 3 %, но непрошедшие его кандидаты все равно могли попасть в региональный совет, если их общерегиональный список набрал не менее 5 %. 
Допускался панашаж: избиратель мог проголосовать за кандидата в президенты регионов, но выбрать провинциальный список другой партии.

### Распределение мест по избирательным округам
| Провинция                                   | Мест | Провинции и метрополитенский город Болонья на карте области Эмилия-Романья |
| Болонья                                     | 12   | Провинции и метрополитенский город Болонья на карте области Эмилия-Романья |
| Феррара                                     | 2    | Провинции и метрополитенский город Болонья на карте области Эмилия-Романья |
| Форли-Чезена                                | 3    | Провинции и метрополитенский город Болонья на карте области Эмилия-Романья |
| Модена                                      | 6    | Провинции и метрополитенский город Болонья на карте области Эмилия-Романья |
| Парма                                       | 4    | Провинции и метрополитенский город Болонья на карте области Эмилия-Романья |
| Пьяченца                                    | 3    | Провинции и метрополитенский город Болонья на карте области Эмилия-Романья |
| Равенна                                     | 3    | Провинции и метрополитенский город Болонья на карте области Эмилия-Романья |
| Реджо-нель-Эмилия                           | 4    | Провинции и метрополитенский город Болонья на карте области Эмилия-Романья |
| Римини                                      | 2    | Провинции и метрополитенский город Болонья на карте области Эмилия-Романья |
| Кандидаты в президенты и премия большинства | 11   | Провинции и метрополитенский город Болонья на карте области Эмилия-Романья |
| Всего                                       | 50   | Провинции и метрополитенский город Болонья на карте области Эмилия-Романья |

## Результаты выборов
|                                                                       |                                                                       |                                                                       |                                                                       |                                            |                        |           |       |       |
| Коалиция                                                              | Коалиция                                                              | Голоса                                                                | %                                                                     | Партия                                     | Партия                 | Голоса    | %     | Места |
|                                                                       | Васко Эррани                                                          | 1 197 789                                                             | 52,07                                                                 |                                            | Демократическая партия | 857 613   | 40,65 | 18    |
|                                                                       | Васко Эррани                                                          | 1 197 789                                                             | 52,07                                                                 | Италия ценностей                           | 136 040                | 6,45      | 2     |       |
|                                                                       | Васко Эррани                                                          | 1 197 789                                                             | 52,07                                                                 | Федерация левых                            | 58 943                 | 2,79      | 1     |       |
|                                                                       | Васко Эррани                                                          | 1 197 789                                                             | 52,07                                                                 | Левые Экология Свобода — Федерация зеленых | 38 845                 | 3,23      | 2     |       |
|                                                                       | Васко Эррани                                                          | 1 197 789                                                             | 52,07                                                                 | Партия пенсионеров                         | 5 310                  | 0,25      | -     |       |
| Места, распределяемые по региональному списку                         | Места, распределяемые по региональному списку                         | Места, распределяемые по региональному списку                         | Места, распределяемые по региональному списку                         | 10                                         |                        |           |       |       |
|                                                                       | Анна Мария Бернини                                                    | 844 915                                                               | 36,73                                                                 |                                            | Народ свободы          | 518 108   | 24,56 | 10    |
|                                                                       | Анна Мария Бернини                                                    | 844 915                                                               | 36,73                                                                 | Лига Севера                                | 288 601                | 13,68     | 4     |       |
|                                                                       | Анна Мария Бернини                                                    | 844 915                                                               | 36,73                                                                 | Правая — Автономия для Эмилии-Романьи      | 1 695                  | 0,08      | -     |       |
| Место, закрепленное за кандидатом в президенты, занявшим второе место | Место, закрепленное за кандидатом в президенты, занявшим второе место | Место, закрепленное за кандидатом в президенты, занявшим второе место | Место, закрепленное за кандидатом в президенты, занявшим второе место | 1                                          |                        |           |       |       |
|                                                                       | Джованни Фавиа                                                        | 161 056                                                               | 7,00                                                                  |                                            | Движение пяти звёзд    | 126 619   | 6,00  | 2     |
|                                                                       | Джан Лука Галетти                                                     | 96 625                                                                | 4,20                                                                  |                                            | Союз центра            | 79 244    | 3,76  | 1     |
| Всего                                                                 | Всего                                                                 | 2 300 385                                                             | 100                                                                   |                                            |                        | 2 109 871 | 100   | 50    |
| Пустые бюллетени                                                      | Пустые бюллетени                                                      | 20 173                                                                | 0,86                                                                  |                                            |                        |           |       |       |
| Недействительные бюллетени                                            | Недействительные бюллетени                                            | 37 175                                                                | 1,58                                                                  |                                            |                        |           |       |       |
| Зарегистрированные избиратели/Явка                                    | Зарегистрированные избиратели/Явка                                    | 3 463 713                                                             | 68,07                                                                 |                                            |                        |           |       |       |
| Источник: Ministero degli Interni, Archivio Storico delle Elezioni.   |                                                                       |                                                                       |                                                                       |                                            |                        |           |       |       |

## После выборов
После досрочной отставки президента Васко Эррани в 2014 году из-за выдвинутых против него обвинений, исполняющей обязанности президента стала Симонетта Сальера, первая женщина во главе Эмилии-Романьи.